# Хюмпёля
Хю́мпёля (фин. и карел. Hympölä) — посёлок в составе Сортавальского городского поселения Сортавальского района Республики Карелия.

## Общие сведения
Расположен на автотрассе А129, на юго-востоке озера Хюмпёлянъярви.
Через посёлок проходит ежегодный этап чемпионата России по авторалли «Белые ночи».

## Население
| 2002 | 2009 | 2010 | 2013 |
| ---- | ---- | ---- | ---- |
| 312  | ↗321 | ↘282 | →282 |

## Улицы
- шоссе Выборгское
- ул. Набережная
- ул. Рантуэ